# Copelatus sumbawensis
Copelatus sumbawensis är en skalbaggsart som beskrevs av Régimbart 1899. Copelatus sumbawensis ingår i släktet Copelatus och familjen dykare. Inga underarter finns listade i Catalogue of Life.